# Osada (Wągrowiec)
Osada – osiedle położone w zachodniej części Wągrowca.
Osada położona na lewym brzegu Jeziora Durowskiego (obejmuje m.in. ulice: Leśną, Bobrowicką, Dębińską, Bartodziejską, Letnią, Grzybową, Wodną). Aktualnie najszybciej rozwijająca się część miasta, powstaje tam zabudowa jednorodzinna.